# Парагвайский референдум по голосованию экспатриантов (2011)
Референдум по голосованию экспатриантов прошёл в Парагвае 9 октября 2011 года по поводу Конституционной поправки, позволяющей гражданам Парагвая, живущим в других странах, участвовать во всеобщих выборах. Предложение было одобрено 78% голосов, но при исключительно низкой явке в 12,5%.

## История
Около полумиллиона из 6 млн парагвайцев жила за границей, в первую очередь в Аргентине, Испании и в США. Кроме этого, около миллиона парагвайцев вынуждена была уехать из страны в период диктатуры Стресснера (1954—1989). Конституция 1992 года запрещала им участвовать в выборах. Группы, представляющие таких мигрантов, пытались воздействовать на власти в решении этого вопроса. Президент Фернандо Луго также считал, что эта мера усилит демократию в стране.

## Результаты
| Да или нет                 | Голосов   | Процент   |
| -------------------------- | --------- | --------- |
| Да                         | 298 480   | 78,41 %   |
| Нет                        | 82 193    | 21,59 %   |
| Действительных голосов     | 380 673   | 98,86 %   |
| Недействительных голосов   | 4 405     | 1,14 %    |
| Всего голосов              | 385 078   | 100,00 %  |
| Явка                       | 12,67 %   | 12,67 %   |
| Электорат                  | 3 039 308 | 3 039 308 |
| Источник: Direct Democracy |           |           |